# الغول (الجوف)
الغول هي إحدى قرى الجمهورية اليمنية. وهي تتبع جغرافيًا لمحافظة الجوف. وإداريًا لمديرية رجوزه. يبلغ تعداد سكانها 2737 نسمة حسب الإحصاء الذي جرى عام 2004.